# Kořenice
Kořenice jsou obec ležící v okrese Kolín asi 8 km jihozápadně od Kolína. Žije zde 616 obyvatel a její katastrální území má rozlohu 1 031 ha. V roce 2011 zde bylo evidováno 260 adres. Součástí obce jsou i vesnice Chotouchov a Pučery. Obcí prochází železniční trať Kolín - Ledečko.
Kořenice je také název katastrálního území o rozloze 2,4 km2.

## Historie
První zpráva o obci pochází z roku 1358, kdy se vzpomíná Hostek z Kořenic. V roce 1457 se jako majitelka připomíná Markéta z Písku a v roce 1511 náležely Kořenice s Hlízovem Alžbětě, dceři Řehoře, kráječe sukna z Kutné Hory. V roce 1545 se dostaly do držení Václava Popela z Vesce a roku 1588 Jiřího Voděradského z Hrušova, který koupil nejen Kořenice, ale i sousední Ratboř, a spojil obě obce v jeden statek. Vesnice zůstala součástí panství Ratboř až do roku 1848.

### Územněsprávní začlenění
Dějiny územněsprávního začleňování zahrnují období od roku 1850 do současnosti. V chronologickém přehledu je uvedena územně administrativní příslušnost obce v roce, kdy ke změně došlo:
- 1850 země česká, kraj Pardubice, politický i soudní okres Kolín[6]
- 1855 země česká, kraj Čáslav, soudní okres Kolín
- 1868 země česká, politický i soudní okres Kolín
- 1939 země česká, Oberlandrat Kolín, politický i soudní okres Kolín[7]
- 1942 země česká, Oberlandrat Praha, politický i soudní okres Kolín[8]
- 1945 země česká, správní i soudní okres Kolín[9]
- 1949 Pražský kraj, okres Kolín[10]
- 1960 Středočeský kraj, okres Kolín
- 2003 Středočeský kraj, obec s rozšířenou působností Kolín

### Rok 1932
Ve vsi Kořenice (363 obyvatel) byly v roce 1932 evidovány tyto živnosti a obchody: 2 hostince, 2 koláři, kovář, krejčí, obuvník, 3 obchody s ovocem a zeleninou, pekař, 9 rolníků, řezník, sedlář, 4 obchody se smíšeným zbožím, švadlena, 2 trafiky.
Ve vsi Chotouchov (380 obyvatel, samostatná ves se později stala součástí Kořenic) byly v roce 1932 evidovány tyto živnosti a obchody: 2 hostince, 2 koláři, 2 kováři, mlýn, 2 rolníci, řezník, 3 obchody se smíšeným zbožím, 2 švadleny, trafika.
Ve vsi Pučery (300 obyvatel, samostatná ves se později stala součástí Kořenic) byly v roce 1932 evidovány tyto živnosti a obchody: 2 hostince, kovář, řezník, trafika, 4 rolníci, velkostatek.

## Doprava
Územím obce prochází silnice I/2 v úseku Říčany - Kutná Hora a silnice II/125 v úseku Uhlířské Janovice - Kořenice - Kolín. Dále tudy vedou slnice III. třídy:
- III/0125n k žst. Chotouchov
- III/12538 Pučery - Mančice
- III/12539 k žst. Pučery
- III/12542 Chotouchov - Dobřeň
- III/12543 Chotouchov - Lošany
- III/12544 Kořenice - Ratboř

Obec leží na železniční trati 014 Kolín - Uhlířské Janovice - Ledečko. Je to jednokolejná regionální trať, doprava byla zahájena roku 1900. Na území obce leží železniční zastávky Kořenice, Chotouchov a Pučery.
Z obce vedly v roce 2011 autobusové linky např. do těchto cílů: Kácov, Kolín, Kostelec nad Černými lesy, Praha, Říčany, Suchdol, Uhlířské Janovice, Vlašim, Zásmuky.
Po trati 014 jezdilo v pracovních dnech 11 párů osobních vlaků, o víkendu 7 párů osobních vlaků.

## Galerie

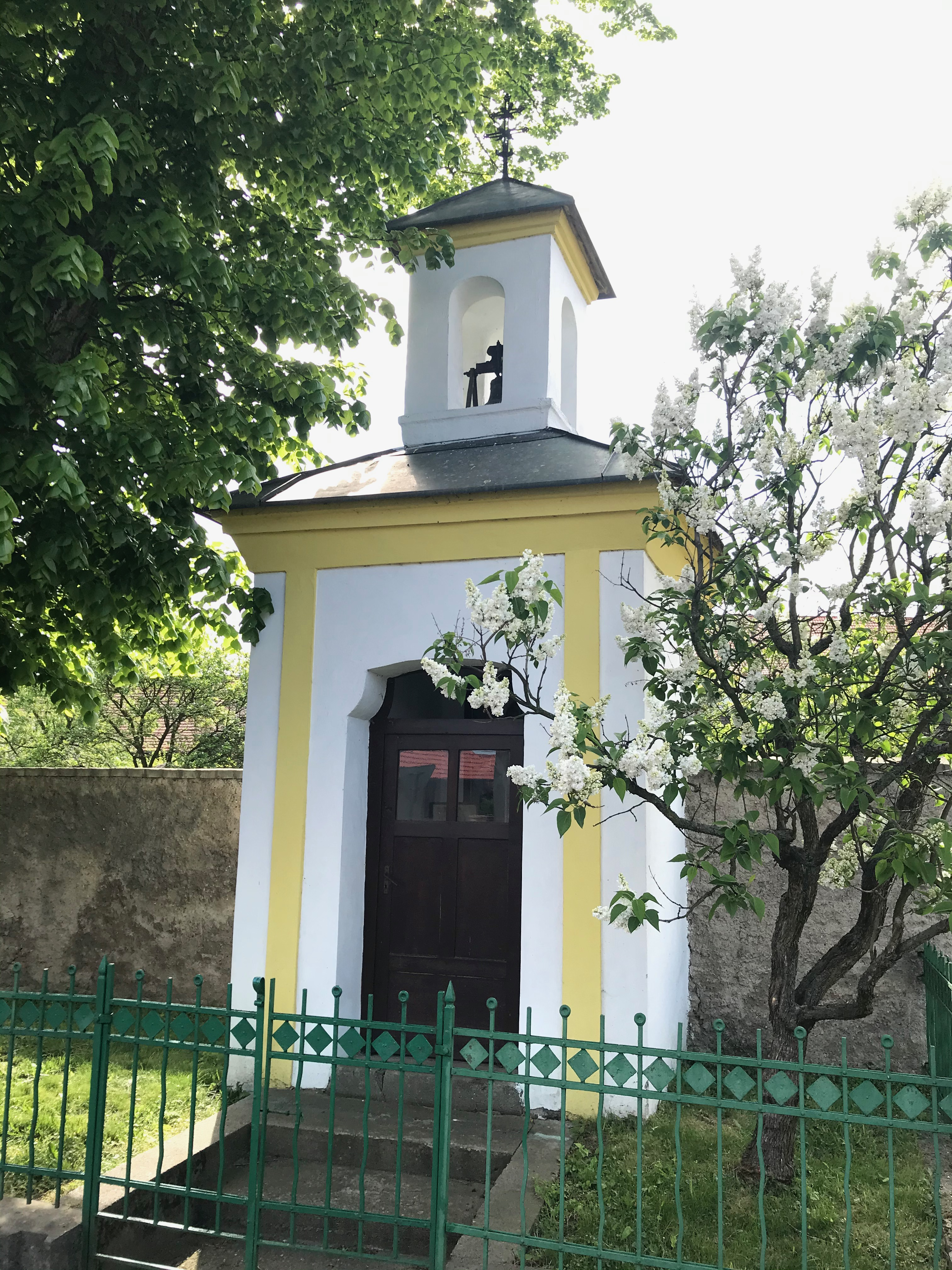
kaple
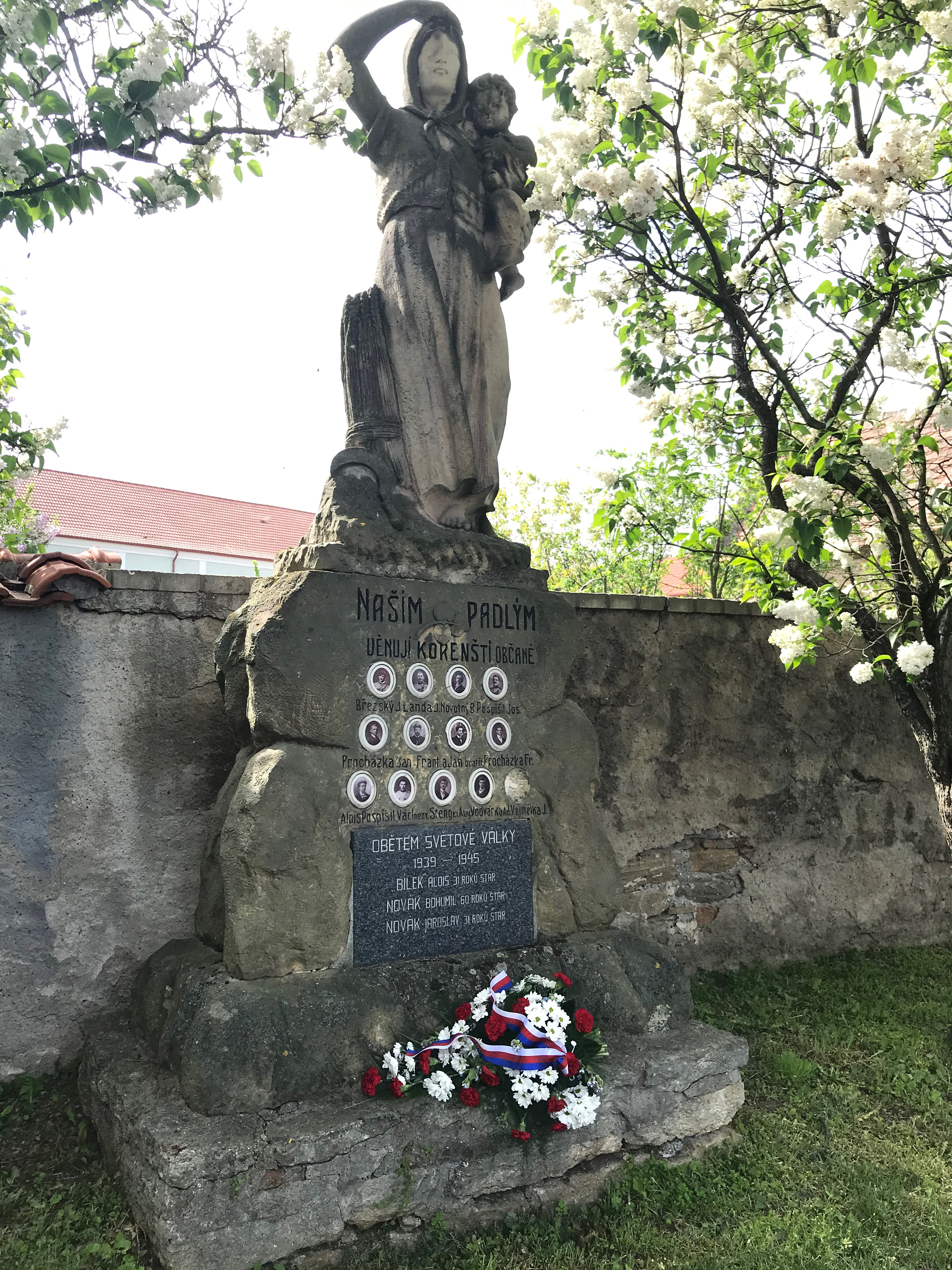
pomník obětem světových válek
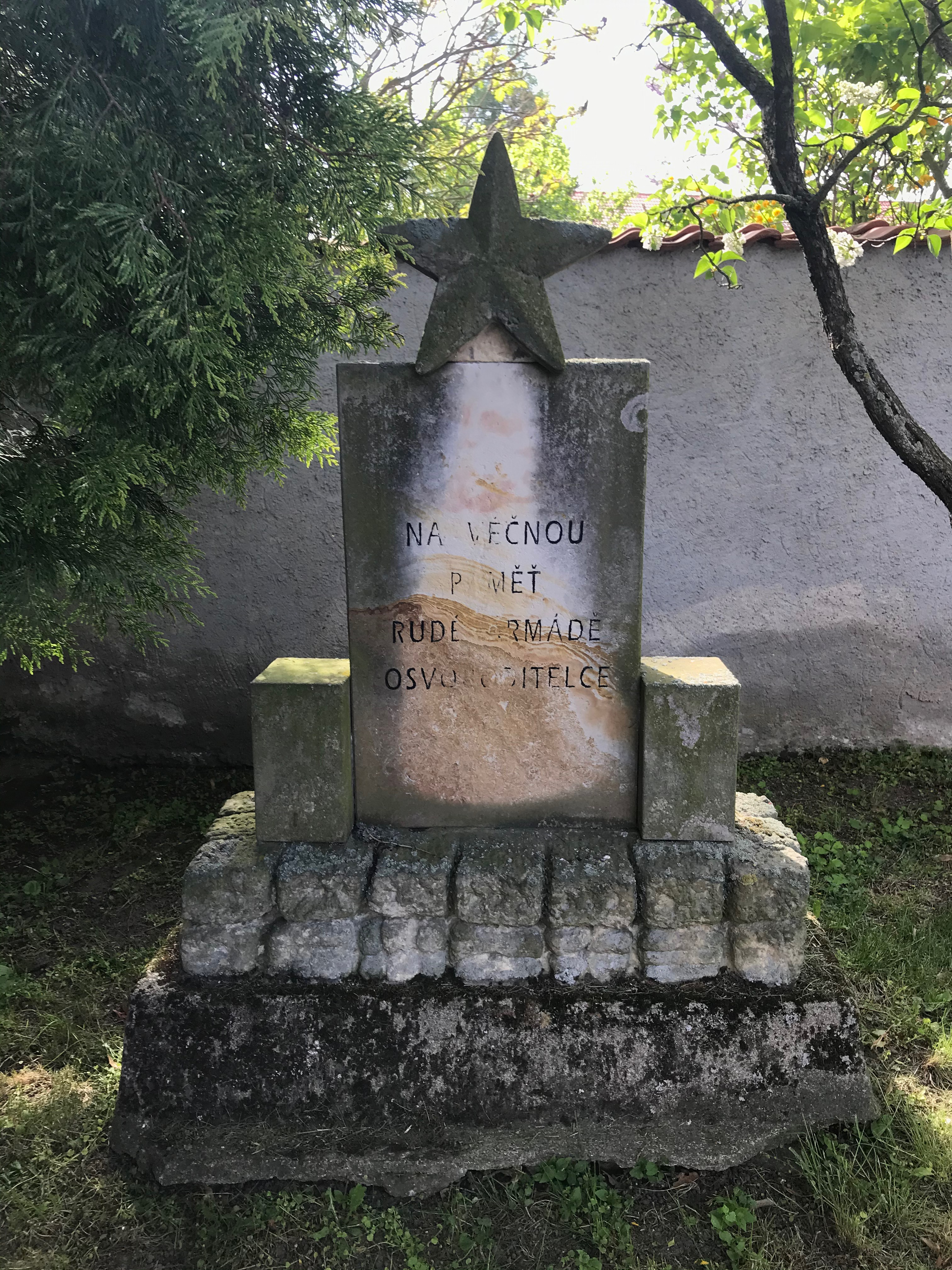
pomník Rudé armády